# Machnowce
Machnowce (ukr. Махнівці) – wieś na Ukrainie w rejonie złoczowskim obwodu lwowskiego.

## Historia
Pod koniec XIX w. wieś w powiecie złoczowskim.